# Lasioglossum eurhodopum
Lasioglossum eurhodopum är en biart som först beskrevs av Cockerell 1914.  Lasioglossum eurhodopum ingår i släktet smalbin, och familjen vägbin. Inga underarter finns listade i Catalogue of Life.

## Bildgalleri

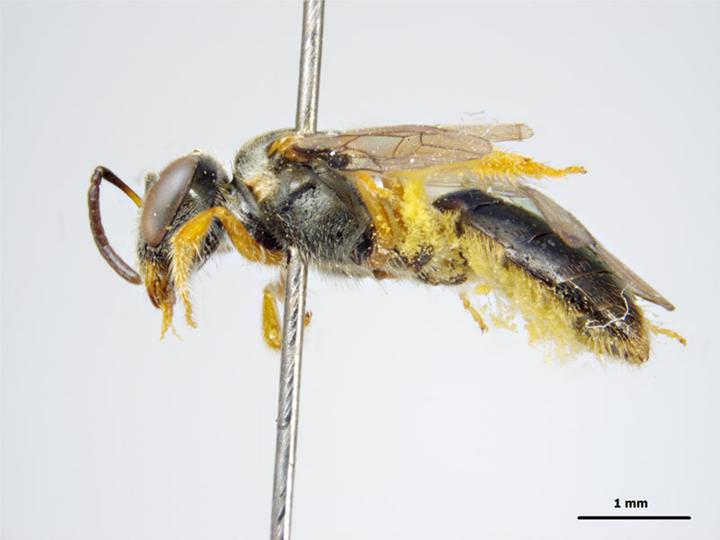
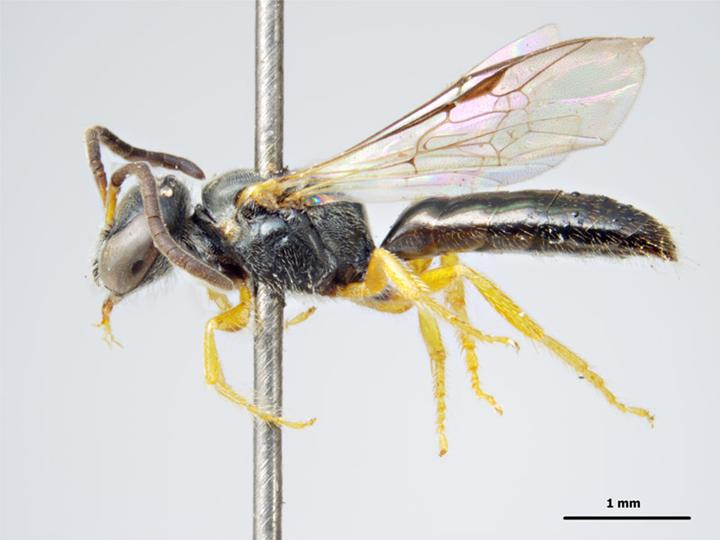